# NGC 444
NGC 444 је спирална галаксија у сазвежђу Рибе која се налази на NGC листи објеката дубоког неба.
Деклинација објекта је + 31° 4' 50" а ректасцензија 1h 15m 49,6s. Привидна величина (магнитуда) објекта NGC 444 износи 14,2 а фотографска магнитуда 14,9. Налази се на удаљености од 53,447 милиона парсека од Сунца. NGC 444 је још познат и под ознакама IC 1658, UGC 810, MCG 5-4-7, KCPG 28A, KUG 0113+308, CGCG 502-15, PGC 4561.